# Stéphanie Lambert
Pour les articles homonymes, voir Lambert.
Stéphanie Lambert, née le 8 juin 1979 au Port (La Réunion), est une ancienne handballeuse française, évoluant au poste d'arrière droite.

## Palmarès

### Sélection nationale
Championnat du monde
- 12e place du championnat du monde 2005

Championnat d'Europe
- troisième du championnat d'Europe 2006

autres
- débuts avec l'équipe de France sénior le 10 octobre 2005 à Tremblay contre la Norvège
- 8e place du championnat d'Europe junior en 1998[1]